# Ludovic Courtade
Pas d'image ? Cliquez ici

a Compétitions nationales et continentales officielles uniquement.

Dernière mise à jour le 7 septembre 2010.
Ludovic Courtade, né le 16 mars 1981 à Tarbes (Hautes-Pyrénées), est un joueur français de rugby à XV qui évolue au poste de centre. Il se reconvertit ensuite en tant qu'entraîneur.

## Biographie
Il débute à l’école de rugby de Riscle à l’âge de 4-5 ans et y joue jusqu’en junior. Grâce au titre de champion de France glané par son club, il a des contacts et opte pour le Stade montois. À la fin de cette saison, il rejoint avec ses anciens coéquipiers de Riscle, Romain Terrain et David Bortolussi le FC Auch. 
Après une bonne première saison, il connaît une deuxième saison blanche à cause d’une rupture des ligaments croisés. Ensuite, il choisit de rejoindre Tarbes Pyrénées pour retrouver Roland Pujo, son entraîneur en Reichel. Sa première année à Tarbes a eu comme apothéose une finale en Pro D2, mais la deuxième a été catastrophique avec de multiples changements d’entraîneurs.
En 2010, Ludovic Courtade prolonge son contrat avec l'US Dax d'une saison plus une optionnelle. Il décide ensuite de rejoindre l’US Tyrosse RCS en 2011.
Il prend sa retraite de joueur à l'intersaison 2014.
Courtade se reconvertit ensuite en tant qu'entraîneur. Il prend ainsi en charge le JS Rion à partir de 2017,.

## Carrière
- Jusqu'en 1999 : JS Riscle
- 1999 - 2000 : Stade montois
- 2000 - 2002 : FC Auch
- 2002 - 2004 : Tarbes PR
- 2004 - 2011 : US Dax
- 2011 - 2018 : US Tyrosse

## Palmarès
Avec le FC Auch
- Coupe de la ligue :
  - Finaliste (1) : 2001

Avec le Stado Tarbes Pyrénées rugby
- Championnat de France de Pro D2 :
  - Finaliste (1) : 2003

Avec le l'Union sportive dacquoise
- Championnat de France de Pro D2 :
  - Vainqueur des phases finales (2) : 2006 et 2007